# Apeadero de Ponte do Carro
El Apeadero de Ponte do Carro es una plataforma ferroviaria desactivada de la Línea de Leixões, que servía a la localidad de Ponte do Carro, en el ayuntamiento de Matosinhos, en Portugal.

## Historia
Un decreto publicado en el Diário de Gobierno, Serie II, del 27 de agosto de 1937, aprobó el proyecto para esta plataforma, con la categoría de Apeadero; la construcción fue contratada al empresario Agostinho de Sousa Duarte, por un título del Diário de Gobierno, Serie II, del 2 de abril de 1938.
El tramo entre Contumil y Leixões, donde este apeadero se incluye, abrió a la explotación el 18 de septiembre de 1938.